# U-285
Unterseeboot 285 foi um submarino alemão do Tipo VIIC, pertencente a Kriegsmarine que atuou durante a Segunda Guerra Mundial.

## Comandantes
| Comandante              | Data                                      |
| ----------------------- | ----------------------------------------- |
| Oblt. Walter Otto       | 15 de maio de 1943 - 16 de abril de 1944  |
| Kptlt. Konrad Bornhaupt | 17 de abril de 1944 - 15 de abril de 1945 |

## Subordinação
Durante o seu tempo de serviço, esteve subordinado às seguintes flotilhas:
| Período                                      | Flotilha                                  |
| -------------------------------------------- | ----------------------------------------- |
| 15 de maio de 1943 - 31 de julho de 1944     | 8. Unterseebootsflottille (treinamento)   |
| 1 de agosto de 1944 - 30 de setembro de 1944 | 7. Unterseebootsflottille (serviço ativo) |
| 1 de outubro de 1944 - 15 de abril de 1945 1 | 1. Unterseebootsflottille (serviço ativo) |